# Mặt trận Dân chủ Đông Dương
Mặt trận Thống nhất Dân chủ Đông Dương là một liên minh chính trị ở Đông Dương thời kỳ 1936-1939 do Đảng Cộng sản Đông Dương chủ trương thành lập và lãnh đạo.

## Lịch sử
Mặt trận này lúc đầu có tên là Mặt trận Nhân dân Phản đế Đông Dương, được hình thành và phát triển theo chương trình 12 điểm của Đảng Cộng sản Đông Dương: Đòi thả tù chính trị, thực hiện chế độ ngày làm 8 giờ, giảm thuế, tăng lương, tự do dân chủ... Tháng 3 năm 1938, Mặt trận Nhân dân Phản đế Đông Dương đổi tên thành Mặt trận Thống nhất Dân chủ Đông Dương (thường được gọi là Mặt trận Dân chủ Đông Dương). Mặt trận phát triển mạnh và thường tổ chức các cuộc bãi công của giai cấp công nhân (đặc biệt là mít tinh kỷ niệm ngày Quốc tế Lao động 1.5.1938 tại khu Đấu Xảo, Hà Nội)...
Mặt trận Dân chủ Đông Dương là một hình thức đặc biệt của mặt trận chống chủ nghĩa đế quốc rộng rãi, là một bộ phận của mặt trận dân chủ thế giới chống chủ nghĩa phát xít, chống chiến tranh trong thập niên 1930. Mặt trận tồn tại đến tháng 9 năm 1939, khi nổ ra Chiến tranh thế giới thứ hai.